# Da Mænd var Riddere
Da Mænd var Riddere er en amerikansk stumfilm fra 1922 af Robert G. Vignola.

## Medvirkende
- Marion Davies som Mary Tudor
- Forrest Stanley som Charles Brandon
- Lyn Harding som Henry VIII
- Teresa Maxwell-Conover som Catherine
- Pedro de Cordoba
- Ruth Shepley som Lady Jane Bolingbroke